# Magic Power (Hey! Say! JUMP單曲)
「Magic Power」是日本的男子偶像團體Hey! Say! JUMP的第8張單曲。於2011年9月21日由J Storm發售。

## 概要
與前作「OVER」以来，約3個月的發售。是2011年的第2張單曲。
標題曲「Magic Power」是2011年9月9日公開的電影『スマーフ』（日語配音版）的主題歌使用（山田涼介和知念侑李擔任主要演員的配音）。
發售初日銷售為9.4万張，是繼出道曲「Ultra Music Power」以來連續第8張獲得Oricon首位。

## 收錄曲

### 初回限定盤1
1. Magic Power
  - 作詞：岡嶋かな多、作曲：板垣祐介、編曲：石塚知生
2. スクールデイズ（Hey! Say! BEST）
  - 作詞：森月キャス、作曲：川端良征、編曲：船山基紀

DVD
1. Magic Power（音樂影片+Making）

### 初回限定盤2
1. Magic Power
2. GET!!（Hey! Say! 7）
  - 作詞：tomomi、作曲：h-wonder、編曲：川端良征

DVD
1. Hey!Say!JUMP&「勇気100％」全国旅遊日本ガイシホール公演的生活映像（30分）

### 通常盤
1. Magic Power
2. Beat Line
  - 作詞：EMI K.Lynn、作曲：Tommy Clint、編曲：CHOKKAKU
3. 眠リノ森
  - 作詞：かなで、作曲：BOUNCEBACK、編曲：鈴木雅也
4. BE ALIVE
  - 作詞：実ノ里、作曲：加藤裕介、編曲：石塚知生
5. Magic Power（オリジナル・カラオケ）
6. Beat Line（オリジナル・カラオケ）
7. 眠リノ森（オリジナル・カラオケ）
8. BE ALIVE（オリジナル・カラオケ）

## 備註
1. ↑  .   [2012-02-23]. （原始内容存档于2019-10-18）.
2. ↑  .   [2012-02-23]. （原始内容存档于2019-10-18）.

## 外部連結
- Magic Power - J Storm